# 蒙塔梅勒
蒙塔梅勒（法語：Montamel，法語發音：[mɔ̃tamɛl]）是法国洛特省的一个市镇，属于古尔东区。

## 地理
蒙塔梅勒（44°36'22"N, 1°26'56"E）面积9.61 平方千米，位于法国奧克西塔尼大區洛特省，该省份为法国西南部内陆省份，北起顺时针与科雷兹省、康塔爾省、阿韦龙省、塔恩-加龙省、洛特-加龍省和多尔多涅省接壤。
与蒙塔梅勒接壤的市镇（或旧市镇、城区）包括：弗赖西内、日古扎克、拉莫特卡塞勒、梅克蒙、佩里耶、圣日耳曼迪贝莱尔、于塞勒。

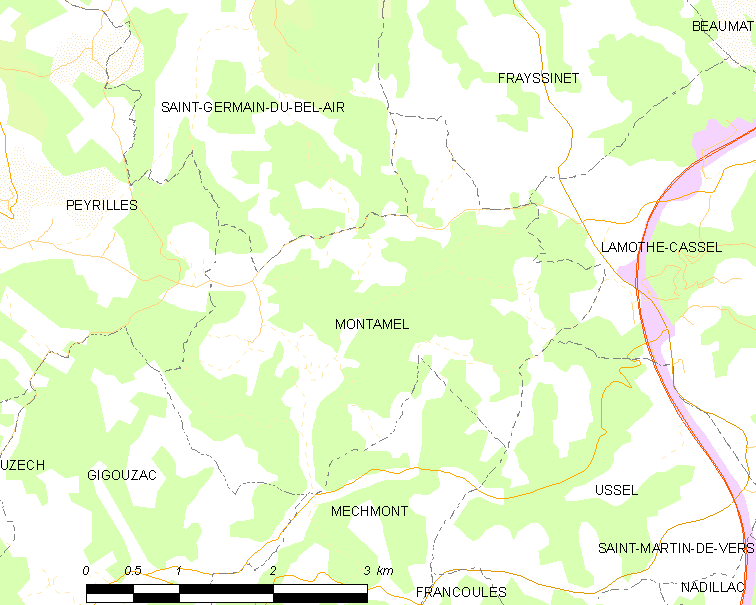
蒙塔梅勒的OSM定位图

蒙塔梅勒的时区为UTC+01:00、UTC+02:00（夏令时）。

## 行政
蒙塔梅勒的邮政编码为46310，INSEE市镇编码为46196。

## 政治
蒙塔梅勒所属的省级选区为科斯和布里亚讷县。

## 人口

1962-2008年间蒙塔梅勒人口变化图示

蒙塔梅勒于2022年1月1日时的人口数量为91人。